# Angel, Inc.
Angel, Inc. es una compañía de medios estadounidense y un estudio de distribución de películas con sede en Provo, Utah. Opera el servicio over-the-top de video on-demand Angel Studios. El servicio de transmisión está disponible en todo el mundo y se puede acceder a través de navegadores web o a través de software de aplicación instalado en teléfonos inteligentes, tabletas y televisores inteligentes.
El estudio utiliza el crowdfunding de capital para financiar sus producciones originales al ofrecer a los inversores individuales la oportunidad de comprar acciones de la empresa y sus títulos. El contenido producido por Angel Studios se distribuye de forma gratuita en su propio servicio de transmisión. Algunos títulos también están disponibles en otros servicios de transmisión de terceros como acuerdos de distribución.
Los títulos notables que Angel Studios ha producido a través de micromecenazgo incluyen The Chosen, Dry Bar Comedy, The Wingfeather Saga y Tuttle Twins. The Chosen recaudó 10,3 millones de dólares para su producción y fue el proyecto de entretenimiento de financiación colectiva más grande de la historia hasta marzo de 2023, cuando fue superado por David, que recaudó 49,7 millones de dólares en inversiones de financiación colectiva a través de Angel Studios.
Angel Studios surgió como resultado de una reorganización por bancarrota de VidAngel después de una demanda de cuatro años por parte de los principales estudios de entretenimiento. Un año después de la quiebra, en mayo de 2022, Angel Studios informa que tiene $123 millones en ingresos y que 50 000 personas han invertido más de $100 millones para la producción de nuevo contenido original en su plataforma.

## Historia

### Inicios como VidAngel
Angel Studios fue fundado originalmente como VidAngel en 2014 en su mayoría por mormones, sus fundadores fueron Neal Harmon, Jeffrey Harmon, Daniel Harmon, Jordan Harmon y Benton Crane. Según Neal Harmon, los hermanos querían poder mostrar cualquier película a sus hijos sin preocuparse por el material explícito. VidAngel proporcionó un servicio de filtrado que permitió a los espectadores saltarse o silenciar escenas que no querían ver de películas y programas de televisión transmitidos, al permitirles a los espectadores establecer filtros personalizados sobre violencia gráfica, desnudez y blasfemias.
En 2016, VidAngel fue demandado por varios estudios importantes de Hollywood por violaciones de derechos de autor, acusando al servicio de transmitir contenido sin licencia que no fue creado por VidAngel. VidAngel luchó contra la demanda durante varios años, afirmando que su método era legal según la Ley de películas familiares de 2005, y finalmente llegó a un acuerdo en 2020.
Como resultado de la demanda, los hermanos Harmon decidieron vender el negocio de servicios de filtrado y, en su lugar, centrarse en producir contenido original a través del micromecenazgo de capital. El servicio anterior de VidAngel se vendió a VidAngel Entertainment y la empresa cambió su nombre a Angel Studios en 2021.

### Financiamiento colectivo de acciones
En diciembre de 2016, VidAngel estaba en proceso judicial. Para recaudar dinero para las operaciones y los costos de la demanda, la compañía realizó una oferta de valores conforme a la Regulación A+ con una meta de inversión de $5 millones. Logró su objetivo después de 28 horas y recaudó más de $ 10 millones después de cinco días.
En 2017, la compañía realizó otra oferta de valores de la Regulación A+ para financiar colectivamente la temporada 1 de The Chosen. Neal Harmon y Jeff Harmon trabajaron junto con Dallas Jenkins y Derral Eves para producir y transmitir una serie de televisión de varias temporadas sobre la vida de Jesús y sus discípulos. Después de que se desarrolló un episodio piloto, la compañía recaudó $ 13 millones en micromecenazgo de capital para financiar la primera temporada, la mayor cantidad jamás financiada por micromecenazgo para un programa de televisión.
También en 2017, se produjo una tercera incursión en el micromecenazgo de capital con el lanzamiento de Dry Bar Comedy, una serie de 52 sets de monólogos originales filmados en Utah que, por lo general, son limpios e interpretados por comediantes menos conocidos. Gran parte de su contenido se volvió viral, con videos de Dry Bar Comedy que recibieron más de dos mil millones de visitas a partir de 2021.

### Lanzamiento de Angel Studios
El éxito de Dry Bar Comedy y The Chosen dio paso a un nuevo modelo de negocio que permitiría a la empresa producir y distribuir contenido original. Los fundadores decidieron enfocarse en desarrollar contenido original utilizando su modelo de micromecenazgo de capital y cambiar su marca como Angel Studios.
Angel Studios lleva el nombre de los “ángeles inversores” que participan en el nuevo modelo que utiliza el micromecenazgo de capital para financiar producciones originales. Estas producciones se distribuyen a través de la plataforma de streaming Angel Studios de forma gratuita. La empresa se basa en un modelo de ingresos de paga lo que quieras, denominado "Pay It Forward", en el que los espectadores pueden pagar opcionalmente por el contenido si deciden apoyarlo.
A principios de 2021, Angel Studios compró el dominio angel.com por 2 millones de dólares. Poco después, Angel Studios lanzó un portal de inversión que ofrecía oportunidades de inversión a través de las ofertas de valores de Regulation Crowdfunding.
Varias producciones fueron financiadas con éxito a través del portal de inversión tras su lanzamiento en marzo de 2021. Tuttle Twins, un programa para niños con temas educativos sobre libertad económica, recaudó $4.6 millones en micromecenazgo de capital para su producción. The Wingfeather Saga, una serie animada basada en la premiada colección de libros del mismo nombre recaudó $1 millón en las primeras 48 horas y $5 millones en 20 días
En abril de 2021, The Chosen, que se distribuyó originalmente a través de la plataforma VidAngel, estuvo disponible en Angel Studios para el lanzamiento de la temporada 2. El programa se convirtió en un éxito viral con un éxito reconocido en todo el mundo.
En 2022, Angel Studios recaudó 47 millones de dólares en una ronda de inversión liderada por Gigafund, una empresa de capital de riesgo.
A partir de 2022, Angel Studios tenía 50,000 inversores individuales y más de $ 100 millones en contenido original, incluidos 12 títulos, en producción.

## Contenido

### Lista de programas originales de Angel Studios
| Serie                      | Temp. | Temp. | Episodios      | Fechas de emisión       | Fechas de emisión       | Estado        |
| Serie                      | Temp. | Temp. | Episodios      | Primera emisión         | Última emisión          | Estado        |
| -------------------------- | ----- | ----- | -------------- | ----------------------- | ----------------------- | ------------- |
| The Chosen                 |       | 1     | 9              | 24 de diciembre de 2017 | 26 de noviembre de 2019 | Estrenada     |
| The Chosen                 |       | 2     | 9              | 4 de abril de 2021      | 1 de diciembre de 2021  | Estrenada     |
| The Chosen                 |       | 3     | 8              | 11 de diciembre de 2022 | 7 de febrero de 2023    | Estrenada     |
| The Chosen                 |       | 4     | 8              | 2 de junio de 2024      | 30 de junio de 2024     | Estrenada     |
| The Chosen                 |       | 5     | 8              | 15 de junio de 2025     | 29 de junio de 2025     | Estrenada     |
| The Chosen                 |       | 6     | Por anunciarse | Por anunciarse          | Por anunciarse          | En producción |
| Dry Bar Comedy             |       | 1     | Por anunciarse | 2017                    | Por anunciarse          | Estrenada     |
| Freelancers                |       | 1     | 9              | 28 de marzo de 2019     | 19 de diciembre de 2019 | Estrenada     |
| Freelancers                |       | 2     | 8              | 4 de noviembre de 2021  | 16 de diciembre de 2021 | Estrenada     |
| Tuttle Twins               |       | 1     | 12             | 30 de junio de 2021     | 1 de noviembre de 2022  | Estrenada     |
| Tuttle Twins               |       | 2     | 11             | 7 de marzo de 2023      | 5 de diciembre de 2023  | Estrenada     |
| Tuttle Twins               |       | 3     | 10             | 7 de mayo de 2024       | 5 de marzo de 2025      | Estrenada     |
| The Wingfeather Saga       |       | 1     | 6              | 2 de diciembre de 2022  | 10 de marzo de 2023     | Estrenada     |
| The Wingfeather Saga       |       | 2     | 7              | 5 de abril de 2024      | 17 de mayo de 2024      | Estrenada     |
| The Wingfeather Saga       |       | 3     | Por anunciarse | 2025                    | Por anunciarse          | Estrenada     |
| Playing For Eternity       |       | 1     | 23             | 3 de febrero de 2023    | Por anunciarse          | Estrenada     |
| Lightwise                  |       | 1     | 16             | 21 de marzo de 2023     | Por anunciarse          | Estrenada     |
| Dry Bar Unscripted         |       | 1     | 31             | 18 de agosto de 2023    | 10 de mayo de 2024      | Estrenada     |
| Young David                |       | 1     | 5              | 10 de noviembre de 2023 | 8 de marzo de 2024      | Estrenada     |
| Homestead: Family Survival |       | 1     | Por anunciarse | 9 de agosto de 2024     | Por anunciarse          | Estrenada     |
| Homestead: The Series      |       | 1     | Por anunciarse | 20 de diciembre de 2024 | Por anunciarse          | Estrenada     |
| Homestead: The Series      |       | 2     | Por anunciarse | Por anunciarse          | Por anunciarse          | En producción |
| Gabriel and the Guardians  |       | 1     | 13             | 12 de febrero de 2025   | Por anunciarse          | Estrenada     |
| Testament                  |       | 1     | 8              | 8 de junio de 2025      | 21 de julio de 2025     | Estrenada     |
| The Wayfinders             |       | 1     | Por anunciarse | 28 de abril de 2025     | Por anunciarse          | Estrenada     |
| A Week Away: The Series    |       | 1     | Por anunciarse | 26 de agosto de 2025    | Por anunciarse          | Estrenada     |
| Beyond the metal           |       | 1     | Por anunciarse | 2025                    | Por anunciarse          | En producción |
| Home to Harmony            |       | 1     | Por anunciarse | 2026                    | Por anunciarse          | En producción |
| The German King            |       | 1     | Por anunciarse | Por anunciarse          | Por anunciarse          | En producción |

### Lista de largometrajes originales de Angel Studios
| Título                                          | Género                      | Estreno                  | Director                      | Presupuesto     | Recaudación      | Estado        |
| ----------------------------------------------- | --------------------------- | ------------------------ | ----------------------------- | --------------- | ---------------- | ------------- |
| Testament: The Parables Retold                  | Drama                       | 6 de octubre de 2022     | Paul Syrstad                  | --              | --               | Estrenada     |
| Su único hijo                                   | Drama bíblico               | 31 de marzo de 2023      | David Helling                 | $250,000        | $ 13.8 millones  | Estrenada     |
| Sound of Freedom                                | Suspenso dramático          | 4 de julio de 2023       | Alejandro Gomez Moteverde     | $ 14.5 millones | $ 250.6 millones | Estrenada     |
| After Death                                     | Documental                  | 27 de octubre de 2023    | Stephen Gray & Chris Radtke   | $1.2 million    | $ 11.8 millones  | Estrenada     |
| The Shift                                       | Thriller de ciencia ficción | 1 de diciembre de 2023   | Brock Heasley                 | $6.4 million    | $12.2 million    | Estrenada     |
| Cabrini                                         | Biografía                   | 8 de marzo de 2024       | Alejandro Gomez Moteverde     | $50 million     | $20.5 million    | Estrenada     |
| Sight                                           | Drama biográfico            | 24 de mayo de 2024       | Andrew Hyatt                  | $8.5 million    | $7.2 million     | Estrenada     |
| Sonido de Esperanza: La historia de Possum Trot | Drama                       | 4 de julio de 2024       | Joshua Weigel                 | $8.5 million    | $11.7 million    | Estrenada     |
| Bonhoeffer                                      | Thriller de drama histórico | 22 de noviembre de 2024  | Todd Komarnicki               | $25 million     | $12.2 million    | Estrenada     |
| Homestead                                       | Drama post-apocaliptico     | 20 de diciembre de 2024  | Ben Smallbone                 | $5 million      | $20.8 million    | Estrenada     |
| Brave the Dark                                  | Drama                       | 24 de enero de 2025      | Damian Harris                 | $200,000        | $4.5 million     | Estrenada     |
| Rule Breakers                                   | Drama                       | 7 de marzo de 2025       | Bill Guttentag                | $8 million      | $3 million       | Estrenada     |
| El rey de reyes                                 | Cristiana animada           | 11 de abril de 2025      | Seong-ho Jang                 | $25.2 million   | $70.8 million    | Estrenada     |
| The Last Rodeo                                  | Drama                       | 23 de mayo de 2025       | Jon Avnet                     | $8.5 million    | $15.2 million    | Estrenada     |
| Sketch                                          | Comedia de fantasia         | 6 de agosto de 2025      | Seth Worley                   | $3 million      | $5 million       | Estrenada     |
| The Senior                                      | Drama deportivo             | 19 de septiembre de 2025 | Rod Lurie                     | En espera       | En espera        | Anunciada     |
| Truth & Treason                                 | Drama                       | 17 de octubre de 2025    | Matt Whitaker                 | En espera       | En espera        | Anunciada     |
| David                                           | aventura animada            | 21 de noviembre de 2025  | Brent Dawes y Phil Cunningham | En espera       | En espera        | Anunciada     |
| Belén                                           | Thriller biblico            | 19 de diciembre de 2025  | Alejandro Gomez Moteverde     | En espera       | En espera        | Anunciada     |
| I Was A Stranger                                | Drama                       | 9 de enero de 2026       | Brandt Andersen               | En espera       | En espera        | Anunciada     |
| Solo Mio                                        | Comedia dramatica           | 6 de febrero de 2026     | Chuck Kinnane y Dan Kinnane   | En espera       | En espera        | Anunciada     |
| Young Washington                                | -                           | 4 de julio de 2026       | Jon Erwin                     | En espera       | En espera        | Anunciada     |
| Fablehaven                                      | -                           | 2026                     | Cameron Sawyer                | En espera       | En espera        | En producción |
| The Telegram                                    | Thriller de ciencia ficción | Por confirmar            |                               | En espera       | En espera        | En producción |
| Jacob                                           | Bíblico                     | Por confirmar            |                               | En espera       | En espera        | En producción |

### Series de televisión

#### The Chosen
The Chosen, una serie de televisión de varias temporadas en streaming sobre la vida de Jesús, se produjo primero bajo el paraguas de VidAngel y ahora es distribuida por Angel Studios. La serie fue apoyada por micromecenazgo de capital y recaudó más de $ 13 millones, la cantidad más grande jamás financiada por micromecenazgo para un programa de televisión.

#### Dry Bar Comedy
Dry Bar Comedy fue una de las primeras incursiones de la compañía en contenido original, lanzada en 2017. Comenzó como una serie de 52 sets de comedia stand-up originales filmados en Utah que generalmente son limpios e interpretados por comediantes menos conocidos. Dry Bar Comedy ha atraído una gran cantidad de seguidores en las redes sociales, particularmente en YouTube. A partir de 2021, los videos de Dry Bar Comedy han atraído más de 2 mil millones de visitas.

#### Tuttle Twins
Basada libremente en los libros del mismo título de Connor Boyack y Elijah Stanfield, Tuttle Twins sigue a los gemelos Ethan y Emily Tuttle, que se embarcan en aventuras con su abuela en su silla de ruedas que viaja en el tiempo. Mantuvo el récord de financiación colectiva de todos los tiempos para un programa infantil hasta que fue superado por The Wingfeather Saga.

#### La saga Wingfeather
Angel Studios produjo una adaptación televisiva animada de The Wingfeather Saga, una serie de libros de fantasía para niños y adultos jóvenes escrita por Andrew Peterson . Los inversores invirtieron $ 5 millones para producir la primera temporada, que actualmente se está transmitiendo.

### Películas de largometraje
En julio de 2023, los largometrajes distribuidos de Angel incluyen Su único hijo, un drama de acción en vivo de marzo de 2023 que vuelve a contar la historia bíblica de Abraham e Isaac producido por RockBridge Productions y Sound of Freedom estrenado en julio de 2023, producido por Santa Fe Films.
Las próximas películas incluyen David, una película animada sobre el héroe bíblico del mismo nombre, y The Shift, una película de ciencia ficción, que se estrenará a fines de 2023 y protagonizada por Neal McDonough, Sean Astin, Kristoffer Polaha y Emily Rose, que será el primer largometraje teatral original de Angel Studios.